# Iglesia de San Pedro (Mestas de Con)
La iglesia de San Pedro en Con,situado entre Llano de Con y Mestas de Con, concejo de Cangas de Onís (Asturias, España), es una iglesia del románico popular, de nave única y cabecera cuadrada. 
La cabecera, hoy abierta por dos arcos de medio punto con impostas, estuvo unida a unos compartimentos laterales desaparecidos.
La cubierta es de madera en la nave y bóveda de arista en el ábside. Como elementos decorativos destacables se conservan las portadas románicas de las fachadas occidental y meridional y el arco de triunfo sobre columnas adosadas. 
Toda la zona de la cerca se encuentra decorada con pinturas murales del siglo XVIII, constituyendo una de las escasas muestras de arquitectura popular con decoración pictórica anterior al XIX.

## Galería

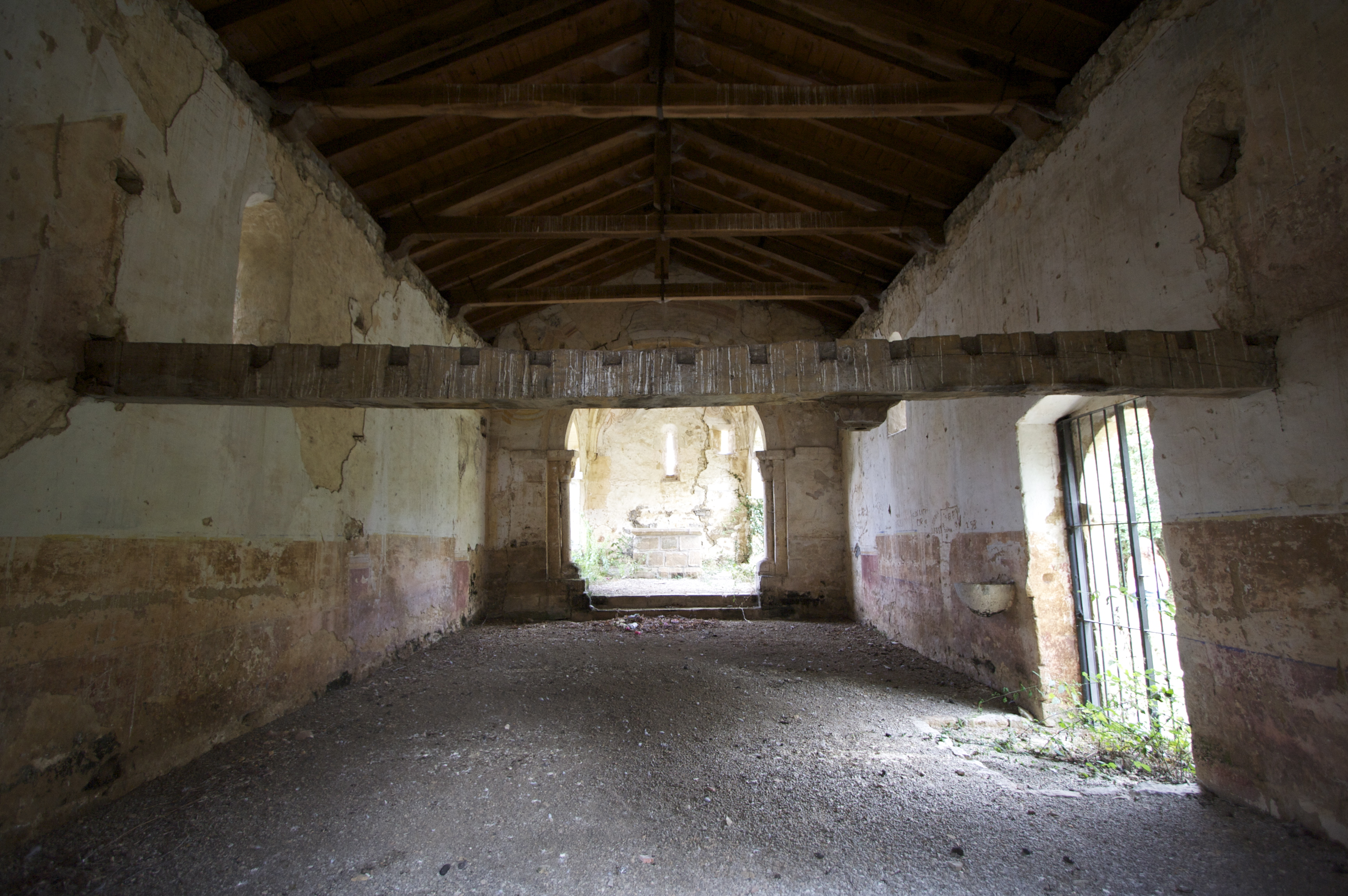
Interior de la iglesia.
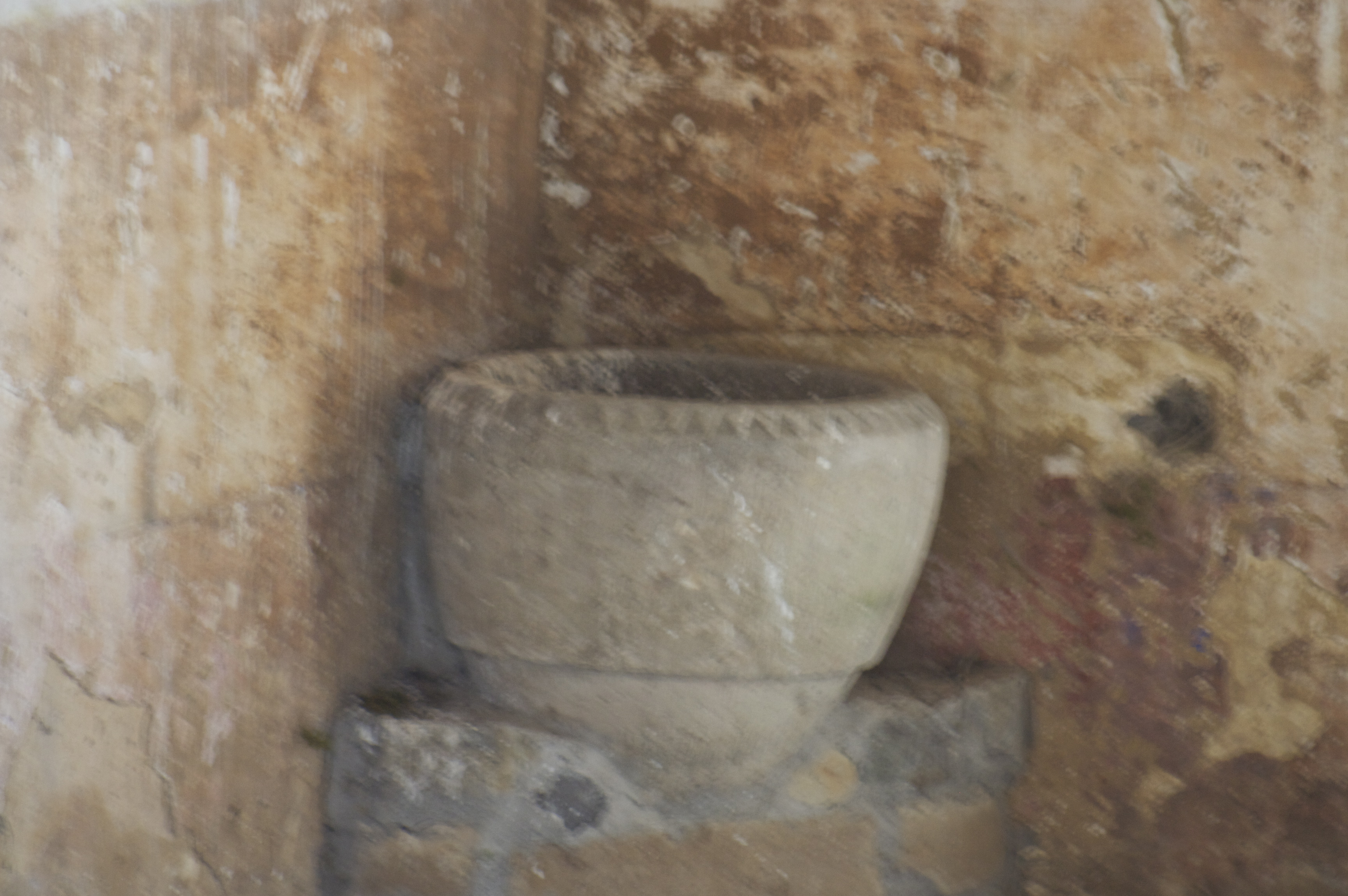
Pila bautismal románica.
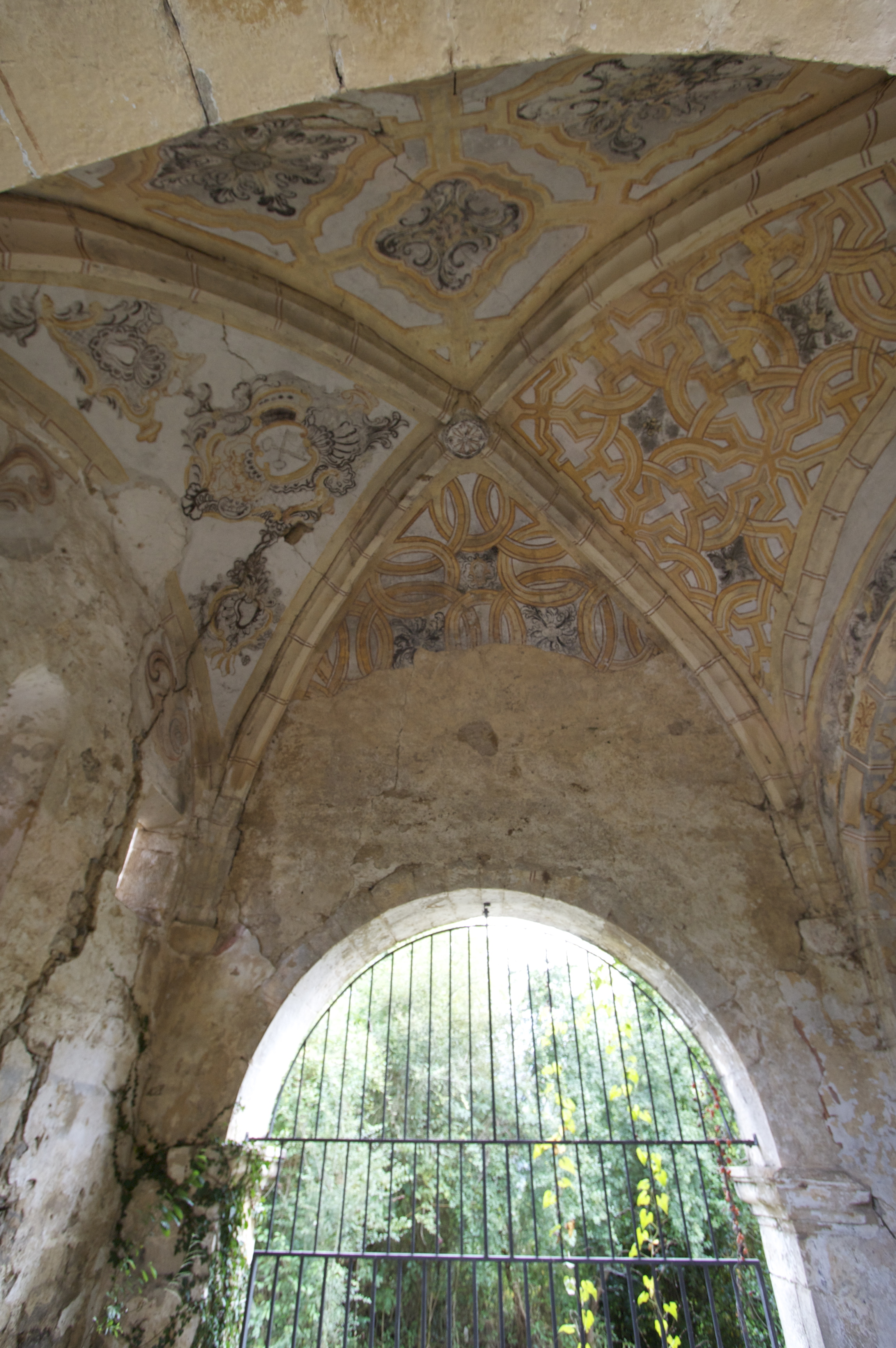
Pinturas de la boveda.